# Vil, Má
Vil, Má es una película documental de 2020 dirigida por Gustavo Vinagre.

## Sinopsis
En el documental, Gustavo Vinagre entrevista a la escritora y dominatrix Wilma Azevedo, quien narra su vida, especialmente durante los años 70 y 80, y cuenta anécdotas eróticas. Sus historias son narradas por su alter ego Edivina Ribeiro, interpretada por Juliane Elting, quien no habla portugués como lengua materna.

## Crítica
Bruno Carmelo, de Papo de Cinema, destacó la dinámica entre el control cinematográfico y el control sexual entre Azevedo y Vinagre. Carmelo definió la edición como "muy curiosa", pero afirmó que la narradora de los relatos eróticos, Juliane Elting, está infrautilizada en la trama. También criticó el documental por ser “tímido” en cuanto a cuestiones metalingüísticas y la representación del sexo. La calificación promedio del sitio fue de 5,76 sobre 10.
Luiz Santiago, de Plano Crítico, elogia el documental sobre el juego entre Wilma y Edivina, que "[transmite] al público un poco del proceso de conducción del erotismo desde puntos de vista muy diferentes", pero critica la falta de conexión sobre el tema de una mujer escribiendo sobre erotismo durante la Dictadura Militar. El sitio web le dio una calificación de 3 sobre 5, clasificándolo como "bueno".
Enoe Lopes Pontes, de Coisa de Cinéfilo, clasificó los recursos visuales utilizados como "simples", pero que la película entrega inmersión en la historia de Wilma, pero que ese enfoque excesivo puede hacer que la visualización sea cansadora. “La falta de aliento a veces diluye la fuerza”. Concluye diciendo que “aunque presenta fallas y poco ingenio, descubrir más sobre Edivina Ribeiro y tratar de descubrir dónde se encuentran la fantasía y la realidad en la obra cautiva y encanta al público”, otorgándole una puntuación de 3,5 sobre 5.

## Festivales
- Sicilia Queer (2020)[7]
- Festival Internacional de Cine de Berlín (2020)[8]
- Cinéma du Réel (2020)[9]
- Festival Internacional del Nuevo Cine Latinoamericano de La Habana (2020)[9]
- Lisboa Queer (2020)[9]
- CineBH (2020)[1]
- Gender Border Film Festival (2020)[1]
- Festival Internacional de Documentales de Santiago (2020)[1]
- Festival Black Canvas (2020)[1]
- Festival TLV (2020)[1]
- Festival Mix Brasil (2020)[10]
- Festival Internacional de Cine de Río de Janeiro (2021)[11]
- Panorama Internacional Coisa de Cinema (2021)[12]
- Festival Internacional del Nuevo Cine Latinoamericano (2021)[1]
- Festival Internacional de Cine de Bogotá (2021)[1]

## Premios
- XVI Panorama Internacional Coisa de Cinema - Competencia Nacional - Mejor largometraje[13]